# Спартано-аргосские войны
Спартано-аргосские войны — продолжительный конфликт между Спартой и Аргосом за пограничные земли Кинурии, Фиреатиды и лидерство на Пелопоннесе.

## Спарта и Аргос
Спарта и Аргос были сильнейшими из общин, созданных дорийскими завоевателями на Пелопоннесе, первоначально имели сходное государственное устройство, и уже в начале архаического периода вступили в борьбу друг с другом за лидерство на полуострове.
Изречение Дельфийского оракула, которое относят к VIII или VII веку до н. э., определяет Аргос как сильнейшую военную державу Греции:

Наилучшая земля — в Пеласгическом Аргосе, кони — во Фракии, жены — в Спарте, мужи — те, что пьют воду из чистых струй Аретусы, но наилучшие из них — те, что обитают между Тиринфом и Аркадией, богатой стадами, аргивяне в льняных доспехах, стрекала войны.
Длительная борьба между Спартой и Аргосом имела важное значение для политического развития обоих государств и всего Пелопоннеса.
По словам Павсания,

С тех пор как лакедемоняне начали воевать с аргивянами, военные действия между ними не прекращались, пока Филипп, сын Аминты, не заставил их спокойно держаться в издревле установленных пределах своих земель. В прежние же времена лакедемоняне, особенно если они не были заняты вне Пелопоннеса, всегда стремились захватить какую-либо часть Арголиды; в свою очередь и аргивяне не упускали случая, когда лакедемоняне были заняты иноземной войной, нападать на них.— Павсаний. II. 20, 1.
Длительные перерывы между крупными конфликтами объясняются, по мнению некоторых историков, своеобразием греческой военной этики (агональный этос), согласно которой, потерпевшим поражение следовало пытаться взять реванш, когда новое поколение вырастет и научится воевать.

## Начало конфликта
По преданию, сохранившемуся у Павсания, борьба за пограничную область Кинурию началась еще при легендарных царях Лаботе и Пританиде, якобы правивших Спартой в IX веке до н. э. Согласно этому рассказу, спартанцы обвинили аргосцев в совершении набегов на Кинурию, совсем недавно завоеванную дорийцами, и подстрекательству периеков к мятежу. В первой спартано-аргосской войне ни одна сторона не добилась успеха.
На завершающем этапе спартанского покорения Лаконии, при царе Алкамене (вторая половина VIII века до н. э.), в эпоху, предшествовавшую Первой Мессенской войне, аргосцы пришли на помощь Гелосу, последнему ахейскому городу, отстаивавшему свою независимость. В битве при Гелосе аргосское войско было разбито, а город взят и разрушен.
Утвердив своё господство в Лаконии, спартанцы смогли приступить к вытеснению соперников из Кинурии. По словам Павсания, первым войну с аргосцами за Фиреатиду начал царь Феопомп (конец VIII века до н. э.).
Первое спартанское вторжение в Арголиду, согласно Павсанию, возглавил царь Харилай (1-я половина VIII века), а его сын Никандр предпринял поход в Арголиду с большим войском и произвел сильное опустошение. Союзниками спартанцев в этом походе были дриопы из Асины, жестоко враждовавшие с Аргосом. После ухода спартанских войск аргосцы отомстили дриопам, разрушив Асину (около 715—710 до н. э., по археологическим данным), а жителей изгнав. Асинеты бежали в Лаконию и спартанцы разрешили им основать колонию на побережье Мессенского залива.
Жители Навплии, вероятно, также бывшие союзниками спартанцев, и изгнанные аргосцами, получили для поселения Мофону в Мессении.

## Завоевания Фидона
В ходе Первой и Второй Мессенских войн аргосцы поддерживали Мессению, и в первой половине VII века спартанцы оказались в тяжелом положении, потратив много сил на завоевание этой страны и столкнувшись с масштабной экспансией аргосского царя Фидона, которому едва не удалось стать гегемоном на Пелопоннесе.
Фидон, заявлявший, что ведет борьбу за наследство мифического царя Темена, десятым потомком которого он себя считал, угрожал всем соседям — и Мегаре, и Сикиону, и Коринфу, где правила союзная Спарте олигархия Бакхиадов.
Аргос первым из греческих государств произвел так называемую «гоплитскую» военную реформу, и в решающем сражении, произошедшем в 669 до н. э. при Гисиях войско нового образца (фаланга) нанесло спартанцам сокрушительное поражение.
В результате продвижение Спарты на север было остановлено на сто лет, более того, Фидону удалось продвинуться вглубь вражеской территории, овладеть частью восточного побережья Лаконии и островом Киферой, базируясь на которую, аргосский флот мог угрожать Спарте. Воспоминанием об этих тяжелых для Спарты временах стал исторический анекдот, будто Хилон мечтал увидеть, как остров утонет.

## Подготовка к реваншу
Поражение от аргосцев и угроза отпадения Мессении, вероятно, заставили спартанцев форсировать процесс глубокого социального реформирования, завершившийся к середине VI века до н. э. созданием своеобразного «протототалитарного» политического устройства, причудливо сочетавшего черты демократии и олигархии.
Аргосцы не могли провести аналогичных преобразований, ограничившись созданием элитного отряда из тысячи профессиональных воинов, но, по преданию, приведенному Павсанием, даже этот эксперимент оказался неудачным.
Превратившись из более-менее стандартного полиса в общество профессиональных воинов, Спарта смогла отмобилизовать более крупные и хорошо подготовленные силы, с помощью которых сначала добилась победы в тяжелой войне с Тегеей, а затем взяла реванш у Аргоса, прежнее могущество которого к середине VI века до н. э. сменилось упадком.

## Завоевание Фиреатиды
Решительное сражение войны за Фиреатиду состоялось, согласно Геродоту, около 546 до н. э. при Фирее. Сведения об этой битве, известной как битва при Фирее, уже ко временам Геродота обросли легендами, но из его рассказа можно сделать вывод о примерном равенстве сил и о том, что победа в чрезвычайно упорном и кровопролитном сражении досталась спартанцам ценой тяжелых потерь.
Захват Фиреотиды означал переход лидерства на Пелопоннесе от Аргоса к Спарте, начавшей после этого формирование Пелопоннесского союза.

## Создание Пелопоннесского союза
Образованный в ходе борьбы с аргосцами Пелопоннесский союз имел первоначальной целью нейтрализовать Аргос путём заключения договоров с его соседями и создания регионального военного блока.
К середине VI века до н. э. Спарта заключила союзы с Элидой, Сикионом, Коринфом, Мегарой, Тегеей и более мелкими государствами, добившись почти полной изоляции Аргоса.

## Бойня при Сепее
Аргосцы не отказались от попыток вернуть спорные земли, и окончательную победу спартанцы одержали только через несколько десятилетий в битве при Сепее, близ Тиринфа, состоявшейся около 494 до н. э. (по Геродоту) или в начале 520-х годов до н. э. (согласно Павсанию), после которой царь Клеомен I, нарушив обычаи войны, с помощью обмана и святотатства уничтожил все аргосское ополчение в количестве шести тысяч человек.
В результате Аргос настолько обезлюдел, что власть в городе захватили то ли рабы, то ли периеки. Тем не менее, спартанцы удовлетворились разгромом противника, не стали захватывать сам город или его владения, оставив ослабленный Аргос в качестве угрозы для соседних государств.

## Итоги
Аргос потерпел полное поражение, но сохранил независимость и свою основную территорию, так как Спарта с середины VI века до н. э. изменила свою стратегию в отношении соседних государств, предпочитая косвенный контроль прямому завоеванию, требовавшему слишком значительных усилий для поддержания оккупационного режима. В дальнейшем Спарта старалась воздерживаться от военных конфликтов с Аргосом, стараясь решать споры путём переговоров и арбитража.
Аргос оправился от поражения примерно к 480 до н. э., когда смог послать тысячу воинов на помощь эгинетам, боровшимся с Афинами, но во время нашествия Ксеркса решил сохранять нейтралитет, в отличие от других общин Арголиды, располагавших незначительными силами, но все же примкнувших к Эллинскому союзу. Так Тиринф и Микены, некогда великие, но давно пришедшие в упадок города, на двоих выставили 400 воинов на битву при Платеях.
Во время Пелопоннесской войны и последующих конфликтов Аргос несколько раз примыкал к антиспартанским коалициям. Периекскую Фиреатиду, бывшую предметом конфликта, в 338 до н. э. передал аргосцам Филипп II Македонский, отобравший эту область у спартанцев во время карательного похода на Пелопоннес.

## Комментарии
1. ↑  Датировка начала конфликта является предметом дискуссии, поскольку такой авторитетный специалист по архаическому Аргосу, как Томас Келли считает, что стороны не могли начать борьбу между собой до того, как завершили покорение своих собственных регионов (Kelly T. The Traditional Enmity Between Sparta and Argos: The Birth and Development of a myth // The American Historical Review. 75, 971—1003). Другие исследователи не усматривают здесь противоречия, более того, полагают, что необходимость концентрации сил для внешней войны могла стимулировать внутренние объединительные процессы (Зайков, с. 31)